# Mycetina
Mycetina is een geslacht van kevers uit de familie zwamkevers (Endomychidae). De wetenschappelijke naam van dit geslacht werd in 1846 gepubliceerd door Martial Étienne Mulsant.
Deze kevers hebben een ovaalvormig, meestal gedrongen, lichaam. De zijkanten van het brede pronotum zijn vooraan afgerond en achteraan evenwijdig aan elkaar. De voelsprieten worden geleidelijk breder aan hun uiteinde.
Dit geslacht komt voor in Europa, Afrika, Azië en Noord-Amerika.

## Soorten
- Mycetina amabilis, Gorham, 1873
- Mycetina äequatorialis, Arrow, 1948
- Mycetina cruciata (Schaller, 1783)
- Mycetina cyanescens Strohecker
- Mycetina fulva Chujo, 1938
- Mycetina hornii Crotch, 1873
- Mycetina humerosignata Nakane, 1968
- Mycetina idahoensis Fall, 1907
- Mycetina pallida Horn, 1870
- Mycetina perpulchra (Newman, 1838)
- Mycetina sasajii Strohecker, 1982
- Mycetina similis (Chujo, 1938)